# Wasilij Sidorienko
Wasilij Sidorienko Василий Сидоренко (ur. 1 maja 1961 w Stalingradzie) – rosyjski lekkoatleta, który specjalizował się w rzucie młotem.
Dwukrotnie (Atlanta 1996 i Sydney 2000) startował w igrzyskach olimpijskich. W 1994 roku został mistrzem Europy, a trzy lata później w roku 1997 zdobył brązowy medal mistrzostw świata. Dwa razy stawał na podium igrzysk dobrej woli. Medalista mistrzostw Rosji. Rekord życiowy: 82,54 (13 maja 1992, Krasnodar).

## Osiągnięcia
| Rok  | Impreza                  | Miejsce    | Pozycja           | Wynik |
| ---- | ------------------------ | ---------- | ----------------- | ----- |
| 1990 | Igrzyska dobrej woli     | Seattle    | 4. miejsce        | 79,02 |
| 1993 | Mistrzostwa świata       | Stuttgart  | 5. miejsce        | 78,86 |
| 1994 | Superliga pucharu Europy | Birmingham | 1. miejsce        | 78,76 |
| 1994 | Mistrzostwa Europy       | Helsinki   | 1. miejsce        | 81,10 |
| 1994 | Igrzyska dobrej woli     | Petersburg | 2. miejsce        | 80,12 |
| 1994 | Finał Grand Prix IAAF    | Paryż      | 3. miejsce        | 79,12 |
| 1994 | Puchar świata            | Londyn     | 4. miejsce        | 76,34 |
| 1995 | Mistrzostwa świata       | Göteborg   | el. – 23. miejsce | 71,78 |
| 1996 | Igrzyska olimpijskie     | Atlanta    | 12. miejsce       | 74,68 |
| 1996 | Finał Grand Prix IAAF    | Mediolan   | 7. miejsce        | 75,04 |
| 1997 | Mistrzostwa świata       | Ateny      | 3. miejsce        | 80,76 |
| 1998 | Mistrzostwa Europy       | Budapeszt  | el. – 13. miejsce | 75,60 |
| 1998 | Igrzyska dobrej woli     | Nowy Jork  | 1. miejsce        | 80,89 |
| 1998 | Finał Grand Prix IAAF    | Moskwa     | 8. miejsce        | 68,4  |
| 1999 | Mistrzostwa świata       | Sewilla    | el. – 17. miejsce | 74,85 |
| 2000 | Igrzyska olimpijskie     | Sydney     | el. – 21. miejsce | 74,72 |
| 2001 | Mistrzostwa świata       | Edmonton   | el. – 21. miejsce | 74,56 |